# Ranchy
Ranchy est une commune française, située dans le département du Calvados en région Normandie, peuplée de 273 habitants.

## Géographie
La commune est située à quatre kilomètres à l'ouest de Bayeux.
| Cottun   | Barbeville | Saint-Loup-Hors |
| Campigny | Ranchy     | Saint-Loup-Hors |
| Agy      | Agy        | Subles          |

### Hydrographie
La commune est située dans le bassin Seine-Normandie. Elle est drainée par la Drome, la Drôme, le fossé 01 de Saint-Pierre et le ruisseau de Cottun,,.
La Drôme, d'une longueur de 58 km, prend sa source dans la commune de Souleuvre en Bocage et se jette  dans l'Aure à Maisons, après avoir traversé 26 communes. 

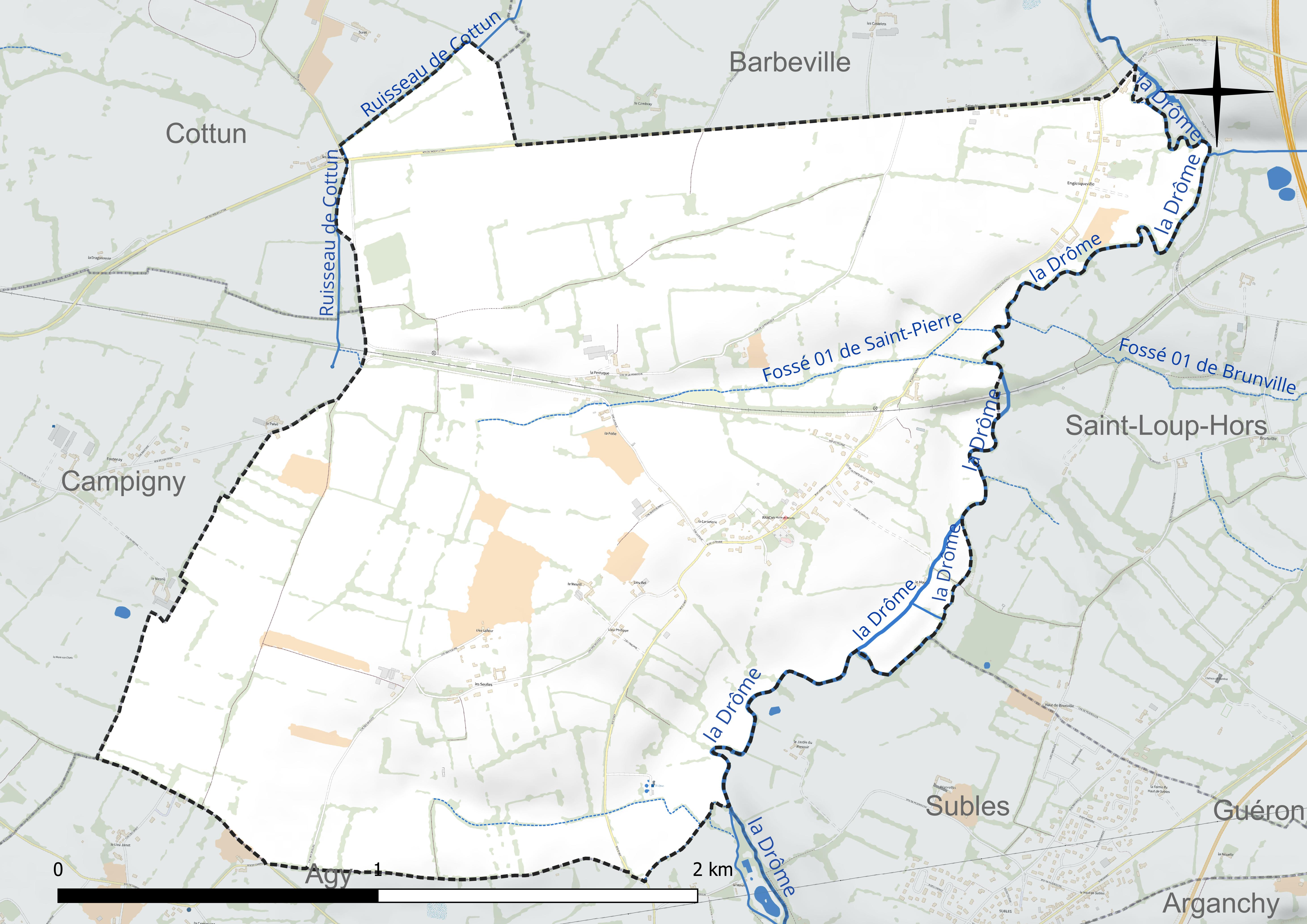
Réseau hydrographique de Ranchy.

### Climat
Pour des articles plus généraux, voir Climat de la Normandie et Climat du Calvados.
En 2010, le climat de la commune est de type climat océanique franc, selon une étude du CNRS s'appuyant sur une série de données couvrant la période 1971-2000. En 2020, Météo-France publie une typologie des climats de la France métropolitaine dans laquelle la commune est exposée à un climat océanique et est dans la région climatique  Normandie (Cotentin, Orne), caractérisée par une pluviométrie relativement élevée (850 mm/a) et un été frais (15,5 °C) et venté. Parallèlement le GIEC normand, un groupe régional d'experts sur le climat, différencie quant à lui, dans une étude de 2020, trois grands types de climats pour la région Normandie, nuancés à une échelle plus fine par les facteurs géographiques locaux. La commune est, selon ce zonage, exposée à un « climat des plateaux abrités », correspondant à la plaine agricole de Caen à Falaise, sous le vent des collines de Normandie et proche de la mer, se caractérisant par une pluviométrie et des contraintes thermiques modérées.
Pour la période 1971-2000, la température annuelle moyenne est de 10,8 °C, avec  une amplitude thermique annuelle de 11,7 °C. Le cumul annuel moyen de précipitations est de 764 mm, avec 12,7 jours de précipitations en janvier et 7,5 jours en juillet. Pour la période 1991-2020, la température moyenne annuelle observée sur la station météorologique la plus proche, située sur la commune de Balleroy-sur-Drôme à 10 km à vol d'oiseau, est de 11,2 °C et le cumul annuel moyen de précipitations est de 924,3 mm,. Pour l'avenir, les paramètres climatiques de la commune estimés pour 2050 selon différents scénarios d'émission de gaz à effet de serre sont consultables sur un site dédié publié par Météo-France en novembre 2022.

## Urbanisme

### Typologie
Au 1er janvier 2024, Ranchy est catégorisée commune rurale à habitat dispersé, selon la nouvelle grille communale de densité à 7 niveaux définie par l'Insee en 2022.
Elle est située hors unité urbaine. Par ailleurs la commune fait partie de l'aire d'attraction de Bayeux, dont elle est une commune de la couronne,. Cette aire, qui regroupe 29 communes, est catégorisée dans les aires de moins de 50 000 habitants,.

### Occupation des sols
L'occupation des sols de la commune, telle qu'elle ressort de la base de données européenne d'occupation biophysique des sols Corine Land Cover (CLC), est marquée par l'importance des territoires agricoles (100 % en 2018), une proportion identique à celle de 1990 (100 %). La répartition détaillée en 2018 est la suivante : 
prairies (66,9 %), terres arables (33,1 %). L'évolution de l'occupation des sols de la commune et de ses infrastructures peut être observée sur les différentes représentations cartographiques du territoire : la carte de Cassini (XVIIIe siècle), la carte d'état-major (1820-1866) et les cartes ou photos aériennes de l'IGN pour la période actuelle (1950 à aujourd'hui).

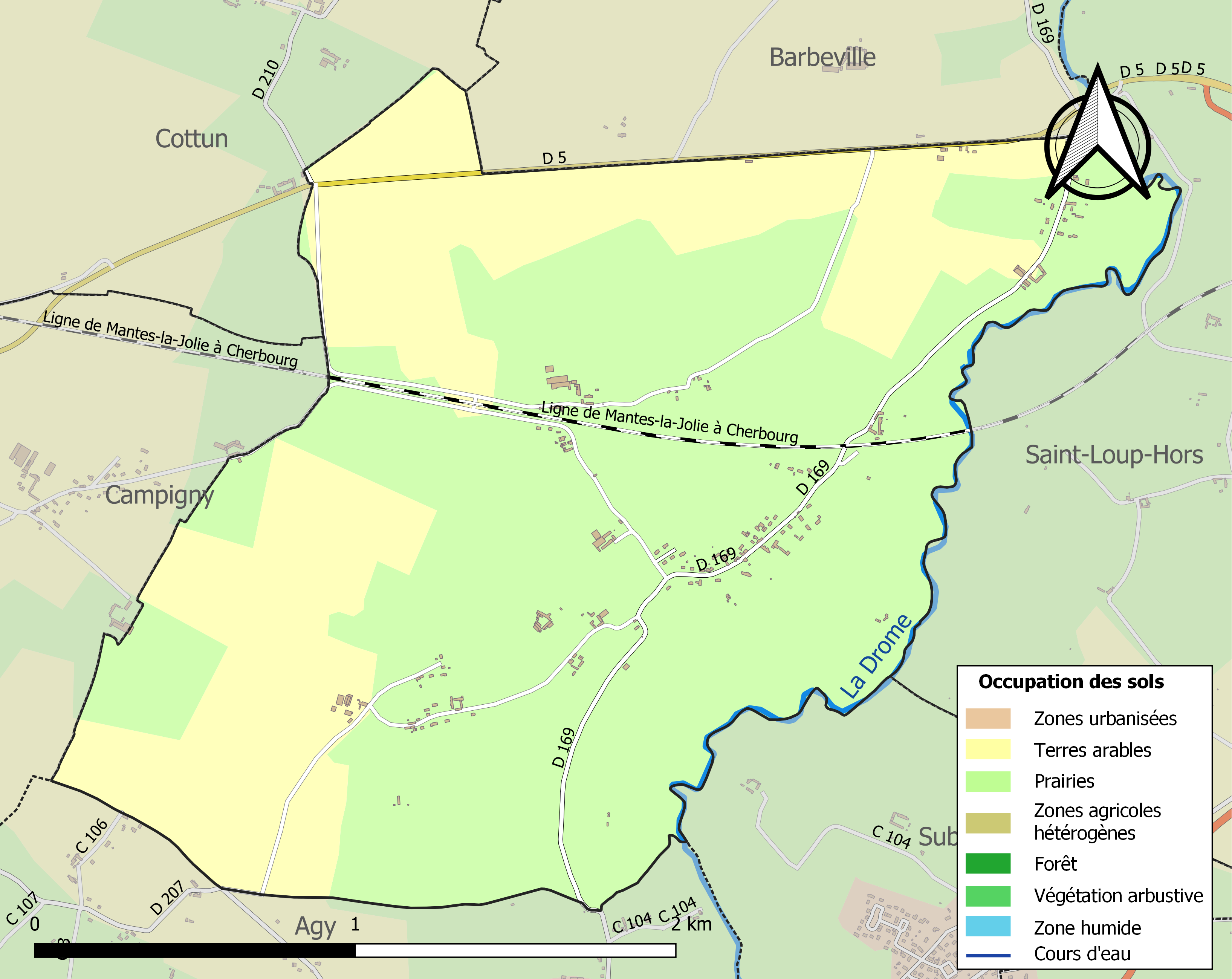
Carte des infrastructures et de l'occupation des sols de la commune en 2018 (CLC).

## Toponymie
Le nom de la localité est attesté sous la forme Rencheium en 1242, Renchy en 1389, Renchie en 1484.
Le toponyme est issu de l'anthroponyme roman Rancius,, Rantius ou Rentius suivi du suffixe d'origine gauloise -acum (> -ei > -y) de localisation et de propriété.
Le gentilé est Ranchois.

## Histoire
Durant la Seconde Guerre mondiale, la ferme située auprès de la voie ferrée en limite de bourg, appartenant à l'époque à la famille Lesage, a été successivement occupée par les Allemands pour le contrôle de la voie ferrée et du passage à niveau, puis par les Alliés[réf. nécessaire] qui ont fait de Ranchy, le centre de commandement général des hôpitaux de campagne établis en secteur protégé à l'ouest de Bayeux du 16 juillet au 24 octobre 1944.
Le responsable anglais du commandement, le, Major Jackson,de la compagnie militaire 229 COY,  y  avait installé son PC et était logé dans le logis principal de la ferme.
Un herbage était occupé par les pionniers. Beaucoup de ces campements de toiles existaient, dans des fermes réquisitionnées par les forces alliées autour de Bayeux, Ranchy, Saint-Loup-Hors.
Lors des bombardements de Caen, beaucoup de réfugiés et blessés ont trouvé refuge dans ce lieu.

## Politique et administration
| Période                                  | Période   | Identité       | Étiquette | Qualité                |
| ---------------------------------------- | --------- | -------------- | --------- | ---------------------- |
| ?                                        | 1984      | Paul Ruelle    |           |                        |
| 1984                                     | mars 2008 | André Lebarbey | SE        | Agriculteur            |
| mars 2008                                | En cours  | Gilbert Michel | SE        | Gestionnaire de stocks |
| Les données manquantes sont à compléter. |           |                |           |                        |

Le conseil municipal est composé de onze membres dont le maire et un adjoint.

## Démographie
L'évolution du nombre d'habitants est connue à travers les recensements de la population effectués dans la commune depuis 1793. Pour les communes de moins de 10 000 habitants, une enquête de recensement portant sur toute la population est réalisée tous les cinq ans, les populations de référence des années intermédiaires étant quant à elles estimées par interpolation ou extrapolation. Pour la commune, le premier recensement exhaustif entrant dans le cadre du nouveau dispositif a été réalisé en 2008.
En 2022, la commune comptait 273 habitants, en évolution de +13,28 % par rapport à 2016 (Calvados : +1,58 %, France hors Mayotte : +2,11 %).
Ranchy a compté jusqu'à 488 habitants en 1806.
| 1793 | 1800 | 1806 | 1821 | 1831 | 1836 | 1841 | 1846 | 1851 |
| ---- | ---- | ---- | ---- | ---- | ---- | ---- | ---- | ---- |
| 331  | 324  | 488  | 391  | 310  | 330  | 332  | 246  | 305  |

| 1856 | 1861 | 1866 | 1872 | 1876 | 1881 | 1886 | 1891 | 1896 |
| ---- | ---- | ---- | ---- | ---- | ---- | ---- | ---- | ---- |
| 287  | 287  | 249  | 230  | 219  | 197  | 205  | 190  | 194  |

| 1901 | 1906 | 1911 | 1921 | 1926 | 1931 | 1936 | 1946 | 1954 |
| ---- | ---- | ---- | ---- | ---- | ---- | ---- | ---- | ---- |
| 208  | 166  | 180  | 150  | 164  | 199  | 180  | 202  | 180  |

| 1962 | 1968 | 1975 | 1982 | 1990 | 1999 | 2006 | 2008 | 2013 |
| ---- | ---- | ---- | ---- | ---- | ---- | ---- | ---- | ---- |
| 155  | 154  | 132  | 135  | 167  | 157  | 185  | 193  | 227  |

| 2018 | 2022 | - | - | - | - | - | - | - |
| ---- | ---- | - | - | - | - | - | - | - |
| 254  | 273  | - | - | - | - | - | - | - |

## Économie
La commune se situe dans la zone géographique des appellations d'origine protégée (AOP) Beurre d'Isigny et Crème d'Isigny.

## Lieux et monuments

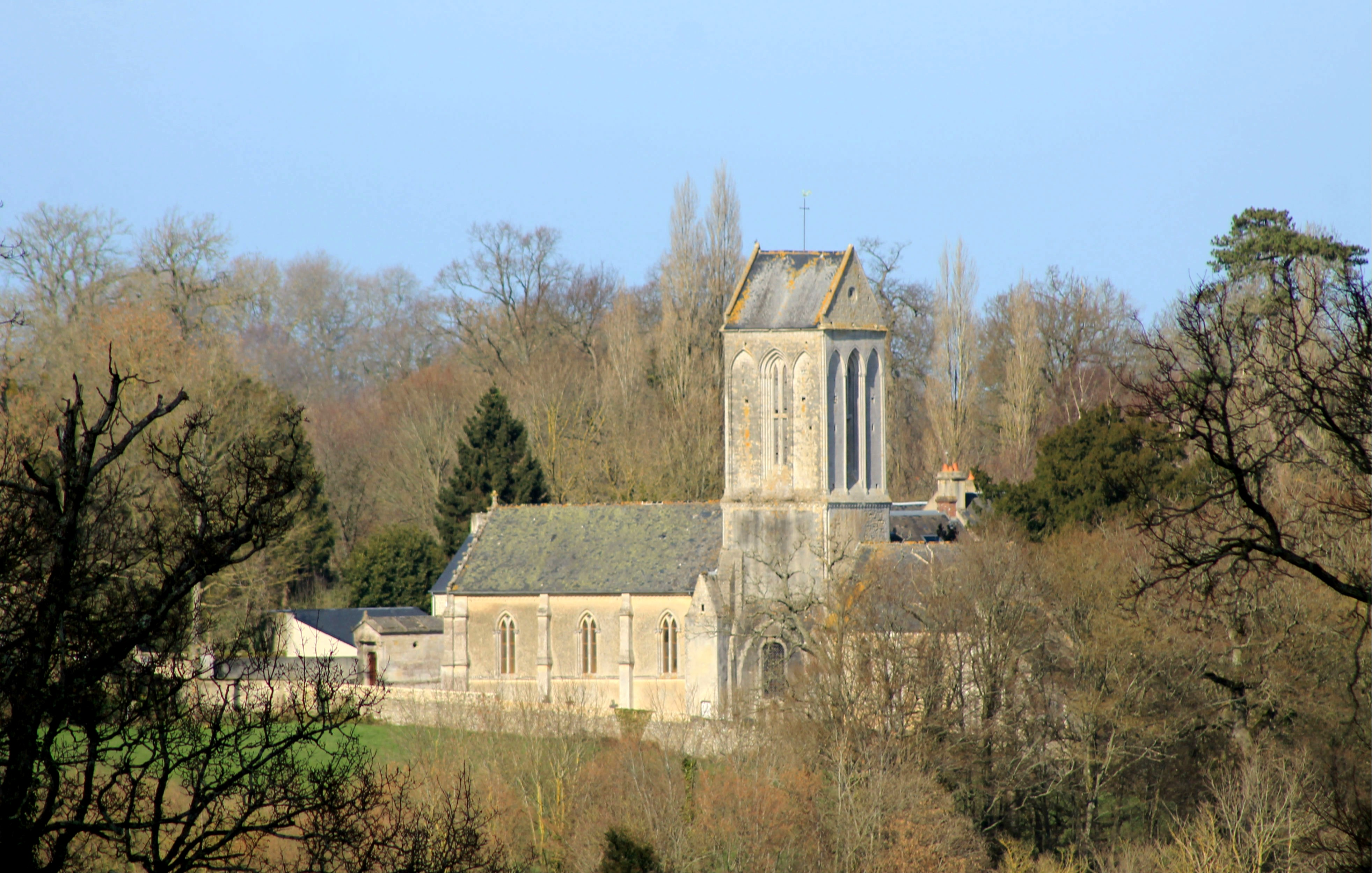
Église Notre-Dame (XIIIe siècle), dont le clocher est inscrit aux Monuments historiques[34].
- Monument aux morts à la sortie de la commune.
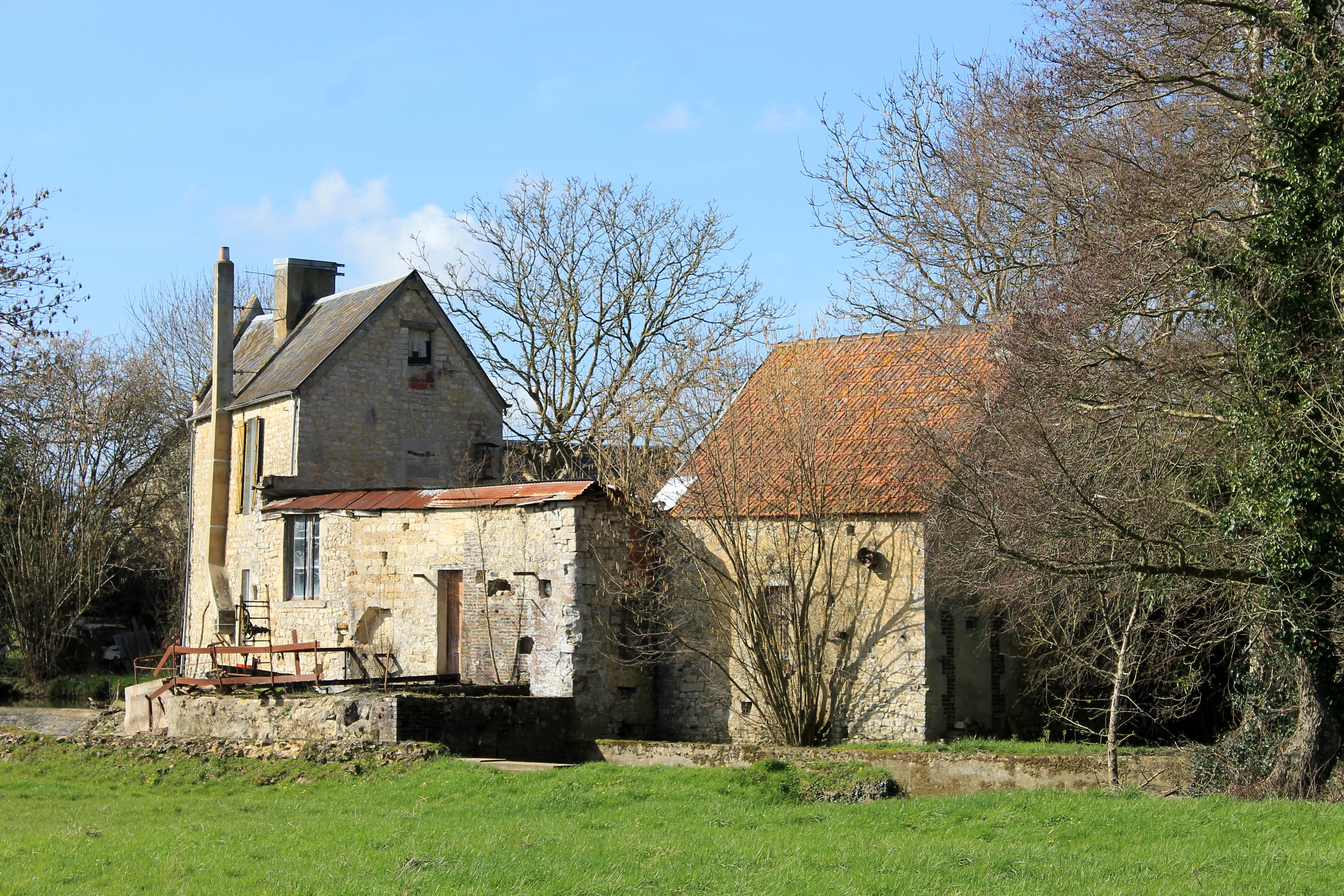
La commune de Ranchy est surtout riche de quelques vieilles maisons (XVe et XVIe siècles) à l'image de l'ancien presbytère face au cimetière.
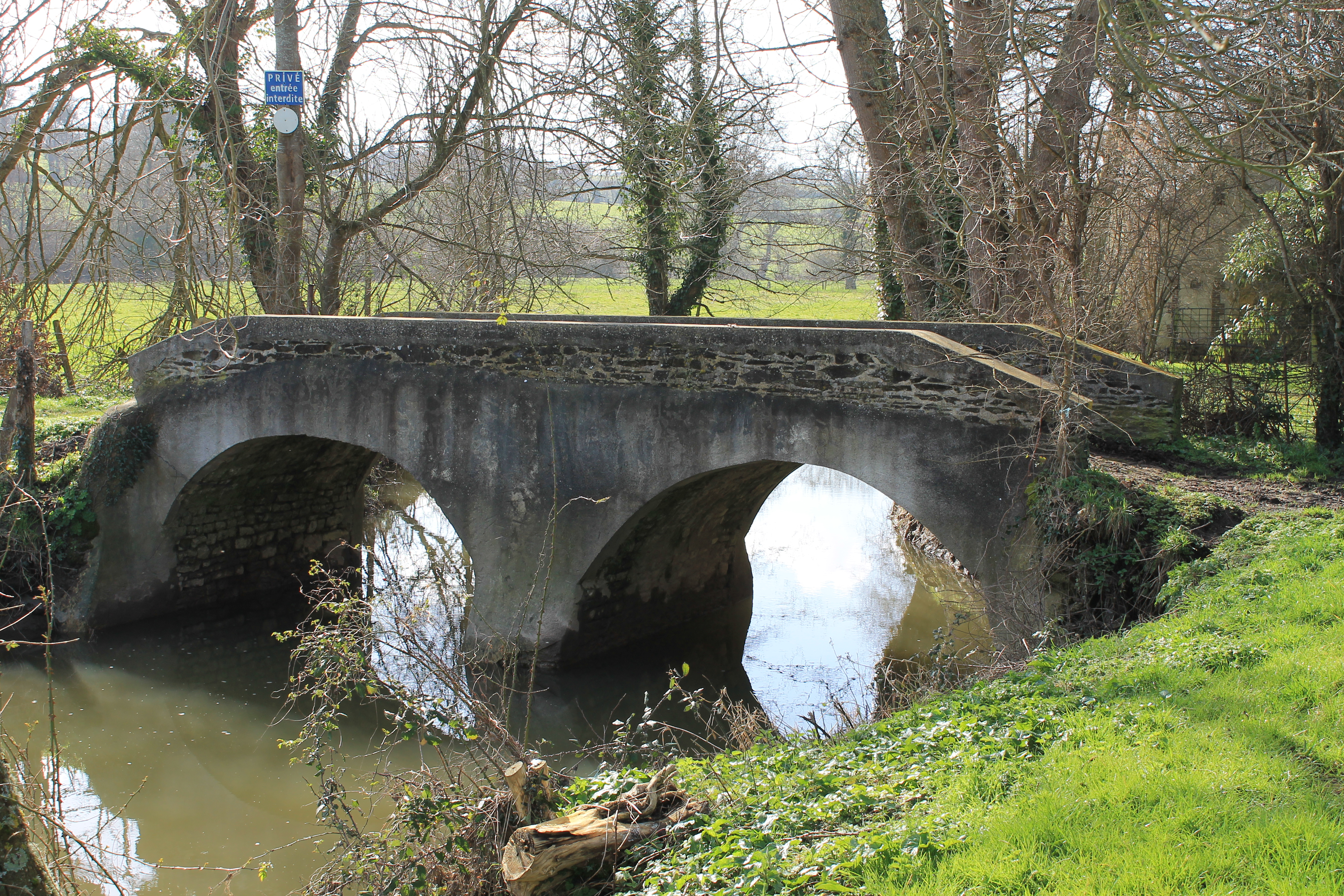
Le pont sur la Drôme.

- Quelques belles fermes dont la ferme du Mesnil Saint Pierre située à l'entrée de Ranchy en arrivant de Bayeux (ou de la RN 13) par la route du Molay-Littry. Au-delà de son manoir du XVIIIe siècle, elle possède dans sa cour fermée, un pressoir complet, une grange, une charreterie, une écurie, des étables et une basse-cour[réf. nécessaire].  - L'église Notre-Dame.
  - Le moulin de Ranchy.
  - Le pont sur la Drôme.

## Activité et manifestations
Foire aux greniers le dernier dimanche d'août.

## Personnalités liées à la commune
- Pierre Yver (8 février 1768, Ranchy - 10 septembre 1826, Paris), homme politique de la Manche.